# Němčice nad Hanou (stacja kolejowa)
Němčice nad Hanou – stacja kolejowa w Němčicach nad Hanou, w kraju ołomunieckim, w Czechach. Znajduje się na wysokości 210 m n.p.m.
Jest zarządzana przez Správę železnic i obsługiwana pociągami ČD. Na stacji znajdują się kasy biletowe, na których istnieje możliwość zakupu biletów na pociągi.

## Linie kolejowe
- 300 Brno - Přerov